# WWE Tough Enough
WWE Tough Enough — американское реалити-шоу о рестлинге, созданное компанией WWE, в котором участники проходят обучение рестлингу и борются за контракт с компанией. В первых трех сезонах было по два победителя в каждом сезоне, все из которых транслировались на MTV. Четвёртый конкурс был проведен в 2004 году, в нём был только один победитель. В октябре 2010 года, USA Network возродила Tough Enough, чтобы показывать его непосредственно перед шоу Raw, начиная с 4 апреля 2011 года, через день после WrestleMania XXVII. Первые три сезона были совместным производством с MTV, а возрождение — совместным производством с Shed Media.

## История

### Tough Enough
Мэйвен Хаффман и Нидия Генар победили в первом сезоне шоу Tough Enough. Только два участника были фактически вычеркнуты из конкурса; остальные выбыли добровольно. Из пяти последних участников четыре в конечном итоге присоединились к WWE. Нидия была уволена из WWE 3 ноября 2004 года, а Мэйвен — 5 июля 2005 года.
Хотя они оба пережили первоначальное сокращение с 230 участников до 25, победительница второго сезона Джеки Гэйда и будущая чемпионка TNA среди женщин ОДБ (Джессика Креза) не были выбраны среди 13 участников, которые участвовали в первом сезоне. Будущий ринг-анонсер WWE Джастин Робертс прислал запись прослушивания, которая была показана в тизере первого сезона на выпуске SmackDown! от 25 января 2001 года.
Первый сезон Tough Enough был выпущен на DVD в 2002 году вместе с саундтреком. Этот сезон стал доступен для просмотра в WWE Network 12 января 2015 года.
Тренеры
- Эл Сноу
- Жаклин
- Тэзз
- Тори

### Tough Enough 2
Победителями второго сезона стали Линда Майлз и Джеки Гэйда. Результат оскорбил участников мужского финала, которые утверждали, что когда они подписывали анкеты для участия в шоу Tough Enough, в них говорилось об одном мужчине-победителе и одной женщине-победительнице. В итоге Линда и Джеки были уволены 12 ноября 2004 года и 5 июля 2005 года соответственно. Позже Гэйда вышла замуж за рестлера Чарли Хааса, но в 2020 году они развелись.
Шэд Гаспард, который впоследствии стал членом команды Cryme Tyme, был выбран одним из 13 участников шоу, но, по словам участников шоу, не прошел медосмотр. Победитель третьего сезона Джон Хенниган (который в дальнейшем выступал в WWE под именем Джон Моррисон) прошел прослушивание и выдержал первое сокращение до 25 участников, но, несмотря на хорошо отточенные спортивные способности, высокомерие Хеннигана раздражало судей. Прошел ещё год, прежде чем Хенниган попал в шоу. В массовке было ещё несколько известных лиц, которые не прошли отбор, но в итоге сделали себе имя в рестлинге, включая Шелли Мартинез (известную как Ариэль в WWE и как Салинас в TNA), Киа Стивенс (известная как Невероятная Конг в TNA и как Карма в WWE), бывшая фитнес-модель Ким Нильсен (которая была известна под своим настоящим именем в WWE и как Дизайр в TNA), Джексон Райкер и Кен Андерсон (известный как Мистер Кеннеди в WWE) (оба позже вернулись в WWE).
Тренеры
- Эл Сноу
- Хардкор Холли
- Айвори
- Тэзз
- Чаво Герреро-младший